# Noviciado metróállomás
Noviciado metróállomás Spanyolország fővárosában, Madridban.

## Metróvonalak
Az állomást az alábbi metróvonalak érintik:
- 2-es metróvonal

## Kapcsolódó állomások
A metróállomáshoz az alábbi állomások vannak a legközelebb:
- Santo Domingo (Las Rosas, 2-es metróvonal)
- San Bernardo (Cuatro Caminos, 2-es metróvonal)